# Mouez Hassen
Mouez Hassen (Fréjus, 5 de marzo de 1995) es un futbolista franco-tunecino. Juega en la posición de guardameta en el Club Africain del Championnat de Ligue Profesionelle 1. Es internacional con la selección tunecina, aunque todas las categorías inferiores las jugó con el seleccionado de Francia.

## Trayectoria

### Clubes
En la temporada 2013-14, Hassen disputó cinco encuentros de liga con el Olympique de Niza. El siguiente año tuvo más oportunidades con el equipo y finalizó la campaña con treinta partidos. En octubre de 2016, sufrió una lesión en la muñeca derecha que lo dejó fuera de las canchas por tres meses. En octubre de 2017, fue transferido en calidad de cedido al Southampton F. C. por cinco meses. En julio fue nuevamente transferido a préstamo, esta vez al L. B. Châteauroux de la segunda división francesa. Tras la eliminación de su selección en la Copa del Mundo, en junio de 2018 se confirmó su regreso al Olympique de Niza.

### Selección nacional
Con la selección francesa, Hassen disputó el Campeonato Europeo de la UEFA Sub-19 2013. El 27 de marzo de 2018, realizó su debut con el seleccionado de Túnez en un encuentro amistoso ante Costa Rica que acabó en una victoria por 1:0. El 2 de junio, durante un partido contra Turquía, simuló una lesión para que sus compañeros, que se encontraban en ayunas debido al ramadán, pudieran alimentarse e hidratarse en el iftar.
El 4 de junio de 2018, el entrenador de la selección tunecina Nabil Maaloul lo incluyó en su lista de veintitrés jugadores que viajarían a Rusia para disputar la Copa Mundial de Fútbol. En la competición, el seleccionado de Túnez integró el grupo G junto a las selecciones de Bélgica, Inglaterra y Panamá. El 18 de junio, Hassen jugó el primer partido ante los ingleses, pero debió ser sustituido por Farouk Ben Mustapha a los trece minutos debido a una lesión en el hombro. Su selección no logró pasar de la fase de grupos.

#### Participaciones en Copas del Mundo
| Mundial                        | Sede  | Resultado      |
| ------------------------------ | ----- | -------------- |
| Copa Mundial de Fútbol de 2018 | Rusia | Fase de grupos |
| Copa Mundial de Fútbol de 2022 | Catar | Fase de grupos |

## Estadísticas

### Clubes
La siguiente tabla detalla los encuentros disputados y los goles encajados por Hassen en los clubes en los que ha militado.
| Club                         | Temporada           | Liga | Liga | Copas nacionales * | Copas nacionales * | Copas internacionales | Copas internacionales | Total | Total |
| Club                         | Temporada           | PJ   | G    | PJ                 | G                  | PJ                    | G                     | PJ    | G     |
| ---------------------------- | ------------------- | ---- | ---- | ------------------ | ------------------ | --------------------- | --------------------- | ----- | ----- |
| O. G. C. Niza Francia        | 2013-14             | 5    | 8    | 2                  | 5                  | 0                     | 0                     | 7     | 13    |
| O. G. C. Niza Francia        | 2014-15             | 30   | 41   | 1                  | 2                  | 0                     | 0                     | 31    | 43    |
| O. G. C. Niza Francia        | 2015-16             | 14   | 16   | 2                  | 4                  | 0                     | 0                     | 16    | 20    |
| O. G. C. Niza Francia        | 2016-17             | 0    | 0    | 0                  | 0                  | 0                     | 0                     | 0     | 0     |
| O. G. C. Niza Francia        | Total               | 49   | 65   | 5                  | 11                 | 0                     | 0                     | 54    | 76    |
| Southampton F. C. Inglaterra | 2016-17             | 0    | 0    | 0                  | 0                  | 0                     | 0                     | 0     | 0     |
| Southampton F. C. Inglaterra | Total               | 0    | 0    | 0                  | 0                  | 0                     | 0                     | 0     | 0     |
| L. B. Châteauroux Francia    | 2017-18             | 29   | 40   | 1                  | 1                  | 0                     | 0                     | 30    | 41    |
| L. B. Châteauroux Francia    | Total               | 29   | 40   | 1                  | 1                  | 0                     | 0                     | 30    | 41    |
| Total en su carrera          | Total en su carrera | 78   | 105  | 6                  | 12                 | 0                     | 0                     | 84    | 117   |

- (*) Copa de la Liga de Francia y Copa de Francia.

### Selección nacional
| \| Fecha \| Local \| Resultado \| Visitante \| Competencia \| Goles encajados \| Ref. \| \| --------- \| ---------- \| --------- \| --------------- \| ------------------------------ \| --------------- \| ---- \| \| 27-3-2018 \| Túnez \| 1:0 \| Costa Rica \| Amistoso \| 0 \| [8] \| \| 28-5-2018 \| Portugal \| 2:2 \| Túnez \| Amistoso \| 2 \| [14] \| \| 1-6-2018 \| Turquía \| 2:2 \| Túnez \| Amistoso \| 2 \| [9] \| \| 18-6-2018 \| Túnez \| 1:2 \| Inglaterra \| Copa del Mundo 2018 \| 1 \| [11] \| \| 7-6-2019 \| Túnez \| 2:0 \| Irak \| Amistoso \| 0 \| [15] \| \| 11-6-2019 \| Croacia \| 1:2 \| Túnez \| Amistoso \| 1 \| [16] \| \| 28-6-2019 \| Túnez \| 1:1 \| Malí \| Copa Africana de Naciones 2019 \| 1 \| [17] \| \| 2-7-2019 \| Mauritania \| 0:0 \| Túnez \| Copa Africana de Naciones 2019 \| 0 \| [18] \| \| 8-7-2019 \| Ghana \| 1:1 \| Túnez \| Copa Africana de Naciones 2019 \| 1 \| [19] \| \| 11-7-2019 \| Madagascar \| 0:3 \| Túnez \| Copa Africana de Naciones 2019 \| 0 \| [20] \| \| 14-7-2019 \| Senegal \| 1:0 \| Túnez \| Copa Africana de Naciones 2019 \| 1 \| [21] \| \| 10-9-2019 \| Túnez \| 1:2 \| Costa de Marfil \| Amistoso \| 2 \| [22] \| \| Total \| Partidos \| 12 \| \| Goles \| 11 \| \| |            |           |                 |                                |                 |        |
| Fecha | Local      | Resultado | Visitante       | Competencia                    | Goles encajados | Ref.   |
| 27-3-2018 | Túnez      | 1:0       | Costa Rica      | Amistoso                       | 0               | [ 8 ]  |
| 28-5-2018 | Portugal   | 2:2       | Túnez           | Amistoso                       | 2               | [ 14 ] |
| 1-6-2018 | Turquía    | 2:2       | Túnez           | Amistoso                       | 2               | [ 9 ]  |
| 18-6-2018 | Túnez      | 1:2       | Inglaterra      | Copa del Mundo 2018            | 1               | [ 11 ] |
| 7-6-2019 | Túnez      | 2:0       | Irak            | Amistoso                       | 0               | [ 15 ] |
| 11-6-2019 | Croacia    | 1:2       | Túnez           | Amistoso                       | 1               | [ 16 ] |
| 28-6-2019 | Túnez      | 1:1       | Malí            | Copa Africana de Naciones 2019 | 1               | [ 17 ] |
| 2-7-2019 | Mauritania | 0:0       | Túnez           | Copa Africana de Naciones 2019 | 0               | [ 18 ] |
| 8-7-2019 | Ghana      | 1:1       | Túnez           | Copa Africana de Naciones 2019 | 1               | [ 19 ] |
| 11-7-2019 | Madagascar | 0:3       | Túnez           | Copa Africana de Naciones 2019 | 0               | [ 20 ] |
| 14-7-2019 | Senegal    | 1:0       | Túnez           | Copa Africana de Naciones 2019 | 1               | [ 21 ] |
| 10-9-2019 | Túnez      | 1:2       | Costa de Marfil | Amistoso                       | 2               | [ 22 ] |
| Total | Partidos   | 12        |                 | Goles                          | 11              |        |

### Resumen estadístico
| Competición           | Partidos | Goles | Promedio |
| --------------------- | -------- | ----- | -------- |
| Ligue 1               | 49       | -65   | 1,32     |
| Ligue 2               | 29       | -40   | 1,37     |
| Copas nacionales      | 6        | -12   | 2,00     |
| Copas internacionales | 0        | 0     | 0,00     |
| Selección de Túnez    | 4        | -5    | 1,25     |
| Total                 | 88       | -122  | 1,38     |